# Seznam vrcholů v Podčeskoleské pahorkatině

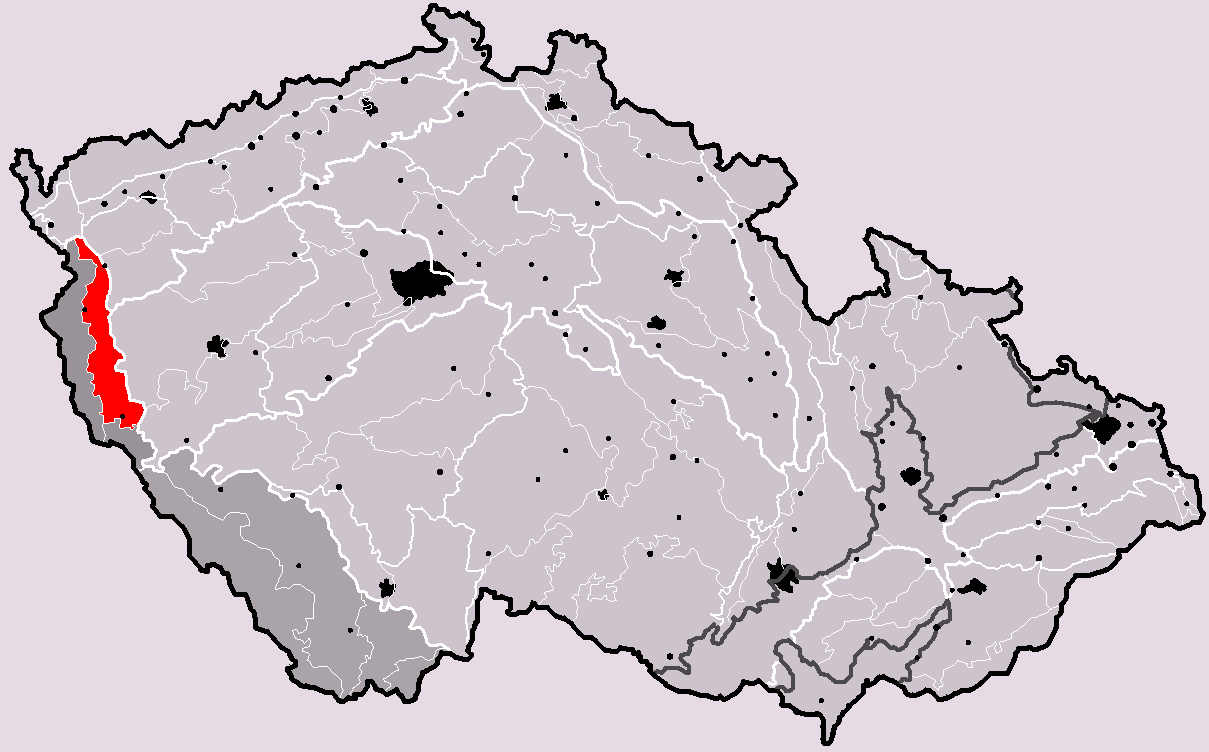
Podčeskoleská pahorkatina na mapě České republiky

Seznam vrcholů v Podčeskoleské pahorkatině obsahuje pojmenované podčeskoleské vrcholy s nadmořskou výškou nad 550 m a dále všechny vrcholy s prominencí (relativní výškou) nad 100 m. Seznam je založen na údajích dostupných na stránkách Mapy.cz. Jako hranice pohoří byla uvažována hranice stejnojmenného geomorfologického celku.

## Seznam vrcholů podle výšky
Seznam vrcholů podle výšky obsahuje všechny pojmenované vrcholy s nadmořskou výškou nad 550 m. Celkem jich je 25, z toho 6 s výškou nad 600 m. Nejvyšší horou je Chebský vršek s nadmořskou výškou 679 m, který se nachází v geomorfologickém okrsku Dolnožandovská pahorkatina.
| #   | Vrchol           | Výška m n. m. | Souřadnice                       | Okrsek                     | Přístup                                             |
| --- | ---------------- | ------------- | -------------------------------- | -------------------------- | --------------------------------------------------- |
| 1.  | Chebský vršek    | 679           | 49°59′28″ s. š., 12°33′37″ v. d. | Dolnožandovská pahorkatina | neznačeno                                           |
| 2.  | Černá hora       | 662           | 49°35′58″ s. š., 12°45′40″ v. d. | Hostouňská pahorkatina     | neznačeno                                           |
| 3.  | Na Vrších        | 626           | 49°58′55″ s. š., 12°36′02″ v. d. | Starovodská kotlina        | neznačeno                                           |
| 4.  | Na Hvězdě        | 623           | 49°59′05″ s. š., 12°39′23″ v. d. | Starovodská kotlina        | neznačeno                                           |
| 5.  | Sedlo            | 615           | 49°36′19″ s. š., 12°49′41″ v. d. | Hostouňská pahorkatina     | neznačeno                                           |
| 6.  | Chlumek          | 605           | 49°58′09″ s. š., 12°38′38″ v. d. | Starovodská kotlina        | neznačeno                                           |
| 7.  | Stará díra       | 589           | 50°00′48″ s. š., 12°34′38″ v. d. | Dolnožandovská pahorkatina | neznačeno                                           |
| 8.  | Vačina           | 587           | 49°37′37″ s. š., 12°50′04″ v. d. | Hostouňská pahorkatina     | modrá turistická značka                             |
| 9.  | Hrádek           | 585           | 49°25′52″ s. š., 12°51′42″ v. d. | Domažlická pahorkatina     | červená turistická značka · žlutá turistická značka |
| 10. | Panský vrch      | 584           | 49°36′57″ s. š., 12°48′48″ v. d. | Hostouňská pahorkatina     | neznačeno                                           |
| 11. | Pískový vrch     | 580           | 49°38′20″ s. š., 12°48′08″ v. d. | Hostouňská pahorkatina     | neznačeno                                           |
| 12. | Homole           | 579           | 49°38′42″ s. š., 12°48′12″ v. d. | Hostouňská pahorkatina     | neznačeno                                           |
| 13. | V Březince       | 576           | 49°37′41″ s. š., 12°48′52″ v. d. | Hostouňská pahorkatina     | neznačeno                                           |
| 14. | Výhled           | 573           | 49°39′38″ s. š., 12°45′22″ v. d. | Bonětická pahorkatina      | neznačeno                                           |
| 15. | Kamenná mohyla   | 572           | 49°50′40″ s. š., 12°39′11″ v. d. | Plánská pahorkatina        | neznačeno                                           |
| 16. | Lískovecká hůrka | 570           | 49°33′46″ s. š., 12°44′25″ v. d. | Hostouňská pahorkatina     | neznačeno                                           |
| 17. | Dlouhý vrch      | 564           | 49°53′42″ s. š., 12°39′40″ v. d. | Plánská pahorkatina        | neznačeno                                           |
| 18. | Zámecký vrch     | 564           | 49°35′07″ s. š., 12°45′50″ v. d. | Hostouňská pahorkatina     | neznačeno                                           |
| 19. | Hůrka            | 562           | 49°37′24″ s. š., 12°47′30″ v. d. | Hostouňská pahorkatina     | neznačeno                                           |
| 20. | Nademlýnský vrch | 562           | 49°30′29″ s. š., 12°45′06″ v. d. | Hostouňská pahorkatina     | neznačeno                                           |
| 21. | U Kapličky       | 560           | 50°01′24″ s. š., 12°32′44″ v. d. | Dolnožandovská pahorkatina | neznačeno                                           |
| 22. | U Křížků         | 558           | 49°36′50″ s. š., 12°46′23″ v. d. | Hostouňská pahorkatina     | neznačeno                                           |
| 23. | Hájek            | 554           | 49°43′26″ s. š., 12°41′31″ v. d. | Borská kotlina             | neznačeno                                           |
| 24. | U Křížku         | 553           | 50°00′26″ s. š., 12°33′24″ v. d. | Dolnožandovská pahorkatina | neznačeno                                           |
| 25. | Na Kopci         | 552           | 49°40′32″ s. š., 12°43′38″ v. d. | Bonětická pahorkatina      | neznačeno                                           |
| 25. | Plochý vrch      | 550           | 49°45′23″ s. š., 12°38′21″ v. d. | Plánská pahorkatina        | neznačeno                                           |

## Seznam vrcholů podle prominence
Seznam vrcholů podle prominence obsahuje všechny podčeskoleské vrcholy s prominencí (relativní výškou) nad 100 m bez ohledu na nadmořskou výšku. Podčeskoleská pahorkatina je poměrně plochá, takže se zde nacházejí pouze 2 takové vrcholy. Nejprominentnějším vrcholem je Černá hora (152 m) v okrsku Hostouňská pahorkatina.
| #  | Vrchol     | Výška m n. m. | Promi- nence | Izolace (km)   | Souřadnice                       | Přístup                                             |
| -- | ---------- | ------------- | ------------ | -------------- | -------------------------------- | --------------------------------------------------- |
| 1. | Černá hora | 662           | 152          | 4,8 → Lískovec | 49°35′58″ s. š., 12°45′40″ v. d. | neznačeno                                           |
| 2. | Hrádek     | 591           | 118          | 3,1 → Dmout    | 49°25′52″ s. š., 12°51′42″ v. d. | červená turistická značka · žlutá turistická značka |